# Xiloásee
Der mittelamerikanische Kratersee Xiloá liegt 18 km nordwestlich von Managua neben dem Vulkankomplex des Apoyeque auf der Halbinsel Chiltepe, die in den großen Managuasee hineinragt. Der See füllt ein Maar, das durch vulkanische Wasserdampfexplosionen entstanden ist.
Das Wasser des Sees ist leicht salzig. Das südöstliche Ufer des Sees ist sandig und fällt sanft in die Tiefe ab, während der Rest des Sees großenteils steile, felsige Ufer hat. Die Sichtweite unter Wasser liegt bei zwei bis fünf Meter und hängt vom Wetter ab.

## Fauna
Der See ist Heimat von vier endemischen, d. h. nur hier vorkommenden Buntbarschen aus der Gattung Amphilophus, die einen monophyletischen Artenschwarm bilden (A. amarillo, A. sagittae, A. viridis und A. xiloaensis). Außerdem leben hier die kleinen Buntbarscharten Amatitlania siquia und Neetroplus nematopus, die sehr groß werdenden Buntbarscharten Parachromis dovii (72 cm) und Parachromis managuensis (55 cm), eine Schläfergrundel der Gattung Gobiomorus und der Süßwasserhering Dorosoma chavesi.